# Ghiselin Danckerts
Ghiselin Danckerts (Tholen, 1510 circa – Roma, 1567) è stato un compositore e teorico della musica olandese del periodo rinascimentale.

## Biografia
Nacque a Tholen nel 1510 circa. Non è noto dove e con chi abbia studiato. Ricevette gli ordini minori dalla diocesi di Liegi, sotto la cui giurisdizione ricadeva la sua cittadina natale.
Nel 1535 viveva a Napoli al servizio del nobile Pierluigi Carafa, gran maestro dell'ordine dei SS. Maurizio e Lazzaro.
Si trasferì a Roma, dove il 21 marzo 1538 fu ammesso come cantore nella cappella pontificia; qui ebbe come colleghi Costanzo Festa, Jacques Arcadelt, Cristóbal Morales, Domenico Ferrabosco, Giovanni Pierluigi da Palestrina. 
Come cantore papale fu chiamato almeno due volte a fare da arbitro in alcune dispute sorte tra musicisti su problemi di prassi e di teoria musicale.
Nel primo caso venne chiamato a dirimere una divergenza d'opinioni sorta fra due cantori della chiesa romana di San Lorenzo in Dàmaso, a proposito di alterazioni non scritte nella parte da cantare, ma che, a detta di uno dei contendenti, sarebbe stato necessario introdurre nell'esecuzione.
Nel secondo e più celebre caso, avvenuto nel 1551, Danckerts fu nominato, insieme al collega Bartolomeo Escobedo, come arbitro nella controversia nata tra Vicente Lusitano e Nicola Vicentino sulla questione degli antichi generi musicali diatonico, cromatico ed enarmonico che quest'ultimo andava riproponendo nella «moderna prattica». Danckerts diede un giudizio favorevole a Lusitano, provocando la reazione di Vicentino, che difese le sue ragioni nel trattato L'antica ridotta alla moderna prattica con la dichiaratione, et con gli essempi de i tre generi, con le loro spetie (Roma, 1555). Nel frattempo Danckerts era passato al contrattacco iniziando a scrivere un lungo e analitico trattato intitolato Sopra una differentia musicale sententiata nella detta cappella [papale] contro il venerabile don Nicola Vicentino per non haver possuto provare che niun musico compositore intende di che genere sia la musica che esso istesso compone come s'era offerto. Con una dichiaratione facilissima sopra i tre generi di detta musica diatonico, chromatico et enarmonico con alcuni essempi a quattro voci in ciascun di questi tre generi, separatamente uno dall'altro, et ancho misti di tutti e tre i generi insieme, e molte altre cose musicali degne da intendere. Questo trattato non fu pubblicato, ma ci è pervenuto manoscritto in tre versioni, scritte tra il 1555 e il 1560.
Un manoscritto autografo del compositore, contenente una Salve Regina, un Magnificat, una messa a cinque voci, alcuni inni e mottetti, molto probabilmente composti da Danckerts, è recentemente tornato alla luce.
Rimase in servizio nella cappella pontificia fino all'agosto 1565, quando fu costretto ad andare in pensione, essendo ormai privo di voce, dedito alle donne e abbastanza ricco.
Morì a Roma poco prima del 3 ottobre 1567, giorno in cui venne redatto l'inventario post mortem dei suoi beni.

## Opere
- Ave maris stella, canone «in forma di scacchiera» (Napoli, 1535 ca.), ripubblicato ad Augsburg (Kriesstein 1549) e nel trattato di P. CERONE, El Melopeo y maestro (Napoli, G.B. Gargano – L. Nucci, 1613, pp. 1129).
- Crucem sanctam subiit, canone «in forma di croce» (Napoli, 1535 ca.), ripubblicato in P. CERONE, El Melopeo y maestro, cit., pp. 1138–1139.
- Tua est potentia, mottetto a sei voci «con l'inventione del tenore accomodata sopra li sei gigli dell'arme di papa Paulo terzo» (Napoli, 1538); ripubblicato in Selectissimae necnon familiarissimae cantiones (Augsburg, Kriesstein, 1540); copia manoscritta (ante 1575), Treviso, Biblioteca Capitolare, Ms. 30.[5]
- Fidel qual sempre fui / Scarpello si vedrà, madrigale in due parti su testo di L. Ariosto, in Primo libro delle Muse a 4 voci. Madrigali ariosi di Antonio Barré (Roma, Barré, 1555).